# Maarten Oortwijn
Maarten Oortwijn (Purmerend, 11 februari 1912 – aldaar, 10 februari 1996) was een Nederlandse tekenaar, fotograaf en illustrator. Oortwijn begon zijn carrière in de reclamewereld en maakte diverse tekeningen en illustraties in opdracht. Langzamerhand begon hij zich meer te specialiseren in landschapstekeningen en in stads- en dorpsgezichten van de provincie Noord-Holland en de regio Waterland in het bijzonder. Oortwijn werd wel beschreven als de 'fotograaf met de pen', zijn werken geven een haast fotografisch nauwkeurige weergave van topografie en architectuur, van ambachten en interieurs van woningen of kerken. Zijn werk werd regelmatig afgedrukt in de Nieuwe Noord-Hollandse Courant, de Typhoon of de Verenigde Noord-Hollandse Dagbladen. Ook tekende hij, vanaf 1946, tien jaar lang in opdracht voor het maandblad 'De Speelwagen', een blad speciaal gericht op de historische schoonheid van Noord-Holland.
In 1993 kreeg Oortwijn veel erkenning voor zijn werk toen de provincie Noord-Holland ruim zeshonderd van zijn tekeningen heeft aangekocht voor het provinciale archief.
Onder eigen naam heeft Maarten Oortwijn ook drie boeken uitgeven, een verzamelbundel van 50 tekeningen, met de titel Met Maarten Oortwijn door Waterland en omstreken.